# Fotogrammetrie

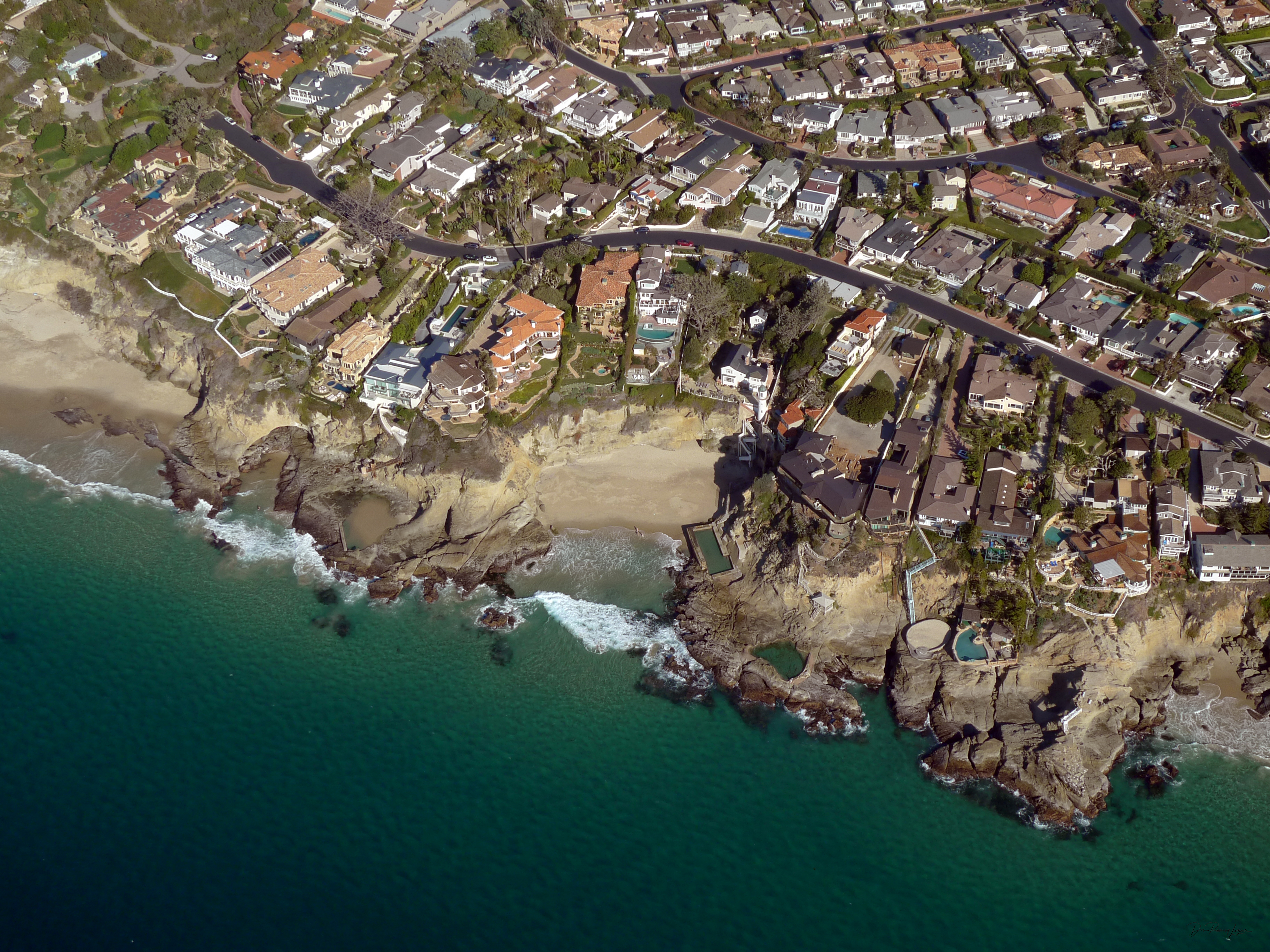
Luchtfoto op lage hoogte voor gebruik in fotogrammetrie. Locatie: Three Arch Bay, Laguna Beach, Californië.

De fotogrammetrie houdt zich bezig met de interpretatie en het opmeten van beeldmateriaal bij het bepalen en beschrijven van de vorm en afmeting en ligging van objecten. De fotogrammetrie houdt zich voornamelijk bezig met het maken van kaarten uit luchtfoto's die met speciale meetcamera's worden gemaakt.
Bij de terrestrische fotogrammetrie wordt het beeldmateriaal vanaf een vast standpunt op het aardoppervlak gemaakt. Bij de  aerofotogrammetrie (luchtfotogrammetrie) wordt het beeldmateriaal vanuit de lucht gemaakt. Op grond van het aantal gebruikte beelden spreekt men van  enkelbeeldfotogrammetrie en stereofotogrammetrie. Bij het gebruik van individuele foto's wordt het beeldmateriaal eerst onthoekt (ontschrankt). Bij stereoscopische interpretatie worden beelden driedimensionaal opgemeten. 
Het voornaamste toepassingsgebied ligt in de geodesie, de wetenschap die zich bezighoudt met het bepalen en beschrijven van de vorm van de aarde. Maar de fotogrammetrie wordt ook toegepast in vakgebieden buiten de geodesie.

## Principe

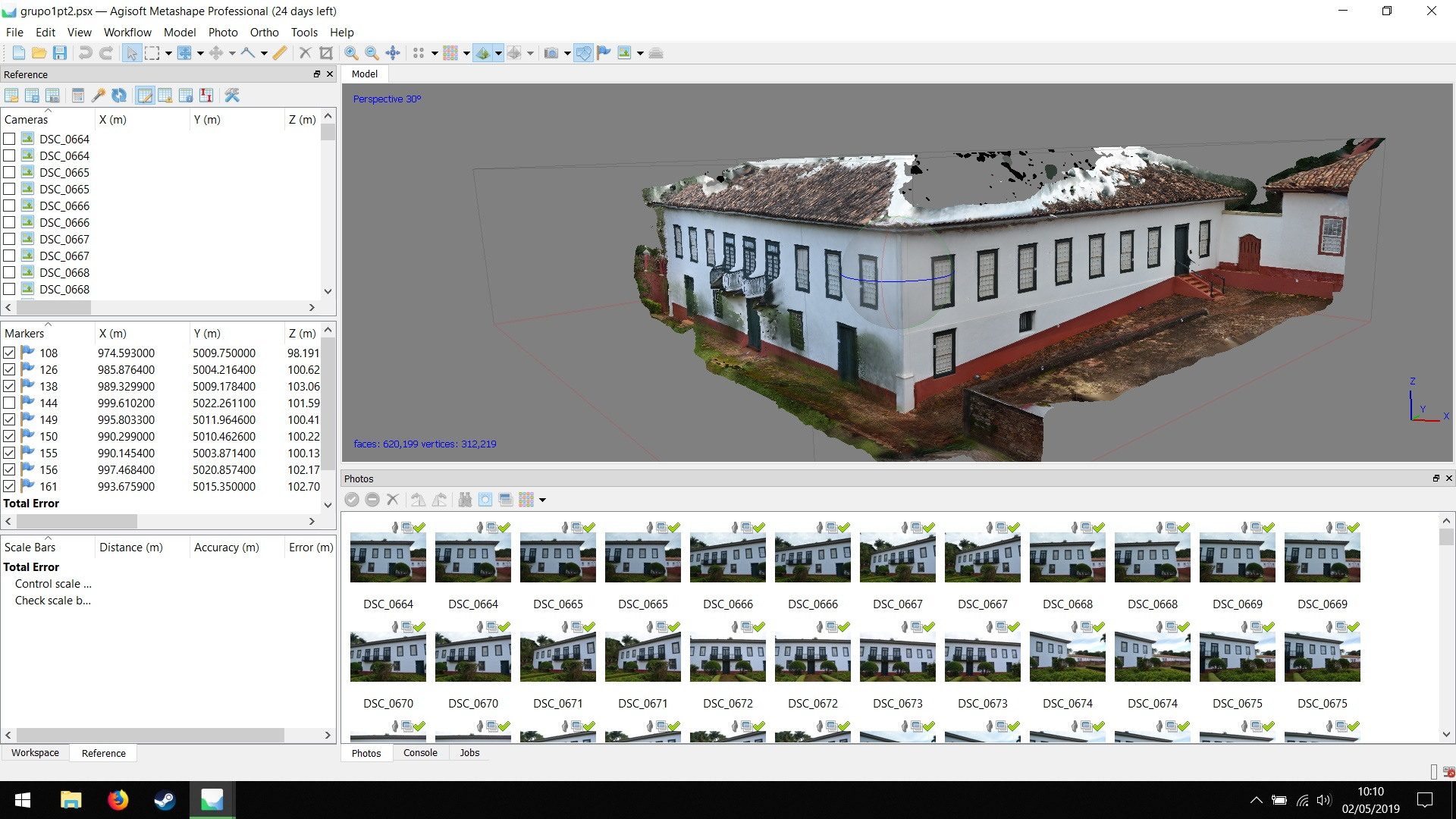
Fotogrammetri av hovedkvarteret til Fazenda do Pinhal, São Carlos-SP, Brasil

Binnen de geodesie heeft de luchtfotogrammetrie (het meten aan luchtfoto’s) zich ontwikkeld tot een zeer nauwkeurige en efficiënte meettechniek. Daarbij wordt gebruikgemaakt van speciale luchtfotocamera’s, waarmee vanuit een vliegtuig delen van het aardoppervlak op een fotografische film worden vastgelegd. Door metingen in de foto’s kunnen de vorm van het terrein en de ligging en afmetingen van wegen, huizen en andere objecten worden bepaald. In de laatste jaren worden niet alleen de metingen in de foto’s, maar ook de foto’s zelf in toenemende mate met computers verwerkt. Het vakgebied van deze verwerking van digitale beelden met een computer wordt de digitale fotogrammetrie genoemd.

## Toepassingen

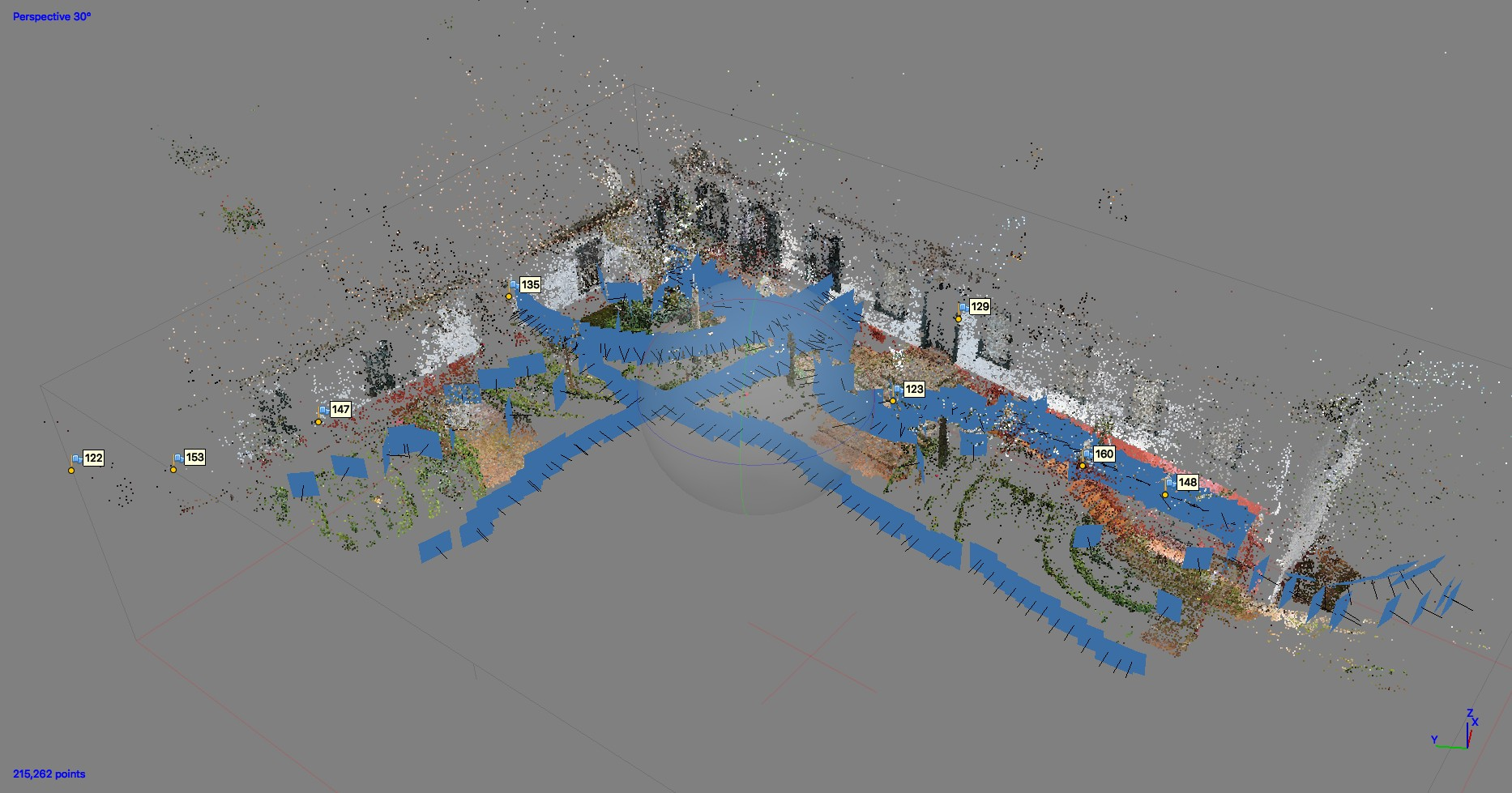
Fotogrammetri av hovedkvarteret til Fazenda do Pinhal, São Carlos-SP, Brasil

Het toepassingsgebied van de fotogrammetrie is bijzonder breed. In veel disciplines heeft men met metingen in beelden te maken. Ook is er een grote verscheidenheid aan fotogrammetrische producten; naast het eindproduct van kaarten en geo-informatie zijn dat de (digitale) luchtfoto's zelf of verwerkt tot digitale orthofoto's of orthomozaïken.
Binnen de geodesie wordt de (lucht-)fotogrammetrie o.a. gebruikt voor het meten van terreincoördinaten van punten ter verdichting van geodetische netwerken, het vervaardigen van kaarten, digitale terreinmodellen en fotokaarten. De kaarten, digitale terreinmodellen en digitale beelden worden tegenwoordig vaak gemeenschappelijk opgeslagen en verwerkt met geografische informatie systemen.
Verder wordt de fotogrammetrie ook toegepast ten behoeve van navigatiedoeleinden. Wanneer van een bewegend object vanuit een bekende camerapositie een serie opnamen wordt gemaakt, kunnen uit metingen in de beelden de bewegingen van het object worden afgeleid. Ook is het mogelijk een camera op een bewegend object (bijvoorbeeld een voertuig) te plaatsen en met behulp van de foto’s het traject van het voertuig te reconstrueren.
Een andere toepassing van dergelijke beeldreeksen is het plannen van bewegingen (het bepalen van de vrije doorgang). Dit is niet alleen van belang bij de navigatie, maar ook in de industrie, waar digitale camera’s worden gemonteerd op robotarmen om met automatische metingen in de digitale beelden de bewegingsvrijheden van de robotarmen te kunnen bepalen.
In de industrie wordt de fotogrammetrie ook vaak ingezet om de kwaliteit (en in het bijzonder de vorm) van een product te controleren.

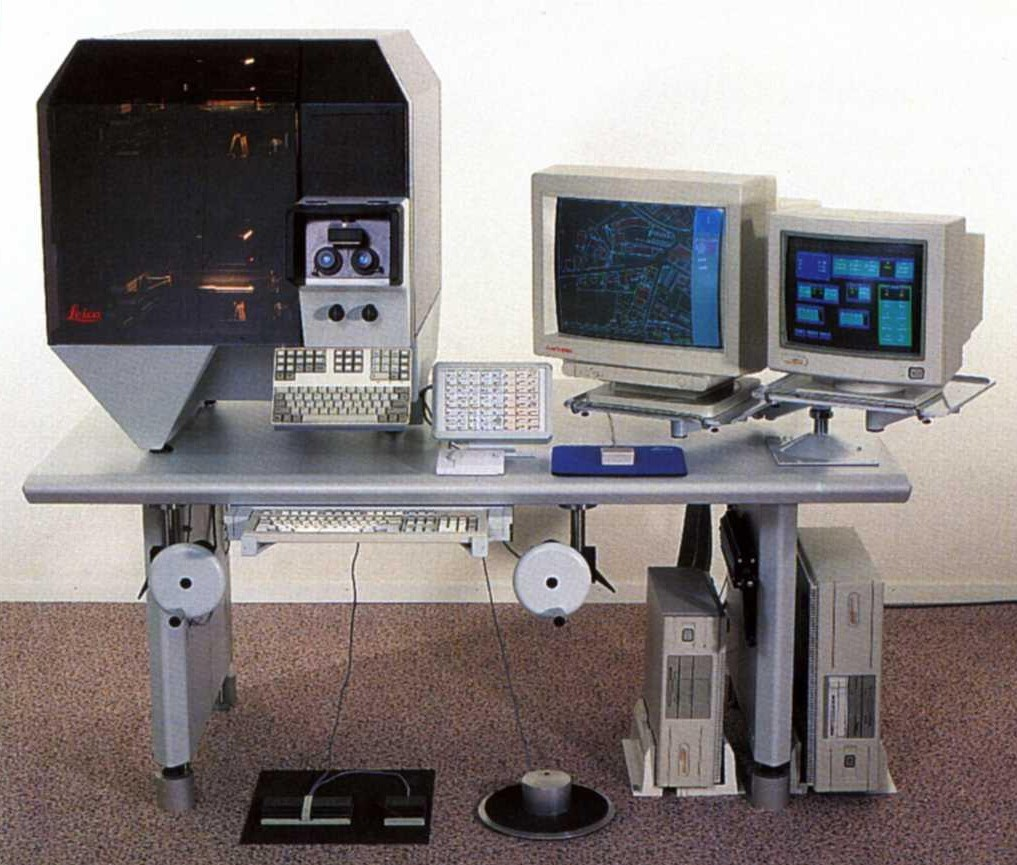
Voorbeeld van apparatuur waarmee stereografisch de luchtfoto's worden uitgewerkt tot kaarten; de 'Leica SD2000'.

## Analytisch uitwerkapparaat
De foto toont een Leica SD2000, een analytisch (of luchtfotogrammetrisch) uitwerkapparaat, waarmee men stereografisch luchtfoto's kan inzien. Bij het uitwerken maakt men gebruik van zogeheten paspunten. Omdat deze paspunten 3-dimensionaal en zeer exact bekend zijn, kan de uitwerking tot een (grootschalige) kaart / geo-informatie zeer nauwkeurig zijn. Op de foto, wordt namelijk gebruikgemaakt van de hoogte van elk punt. Doordat steeds van twee foto's gebruik wordt gemaakt, wordt een stereobeeld zichtbaar voor de cartograaf achter het apparaat. De ligging van twee opeenvolgende foto's, zoals die door het vliegtuig zijn gemaakt, wordt onder het apparaat nagebootst voor het oog van de cartograaf. Dit is een analoog apparaat, waarbij de foto's (positieven) daadwerkelijk onder het apparaat liggen. Inmiddels bestaan ook digitale uitwerkapparaten.
Voor andere (oudere en nieuwere) voorbeelden zie Restitutietoestel.

## Luchtfotogrammetrie in vergelijking met andere inwinningstechnieken
Naast luchtfotogrammetrie bestaat ook terrestrische inwinning van kaartmateriaal, waarbij door landmeters (de hoekpunten van) elk object, stuk voor stuk ten opzichte van bekende punten wordt ingemeten. Luchtfotogrammetrie is duurder dan terrestrische inmeting, maar voor grotere gebieden (vele vierkante kilometers) is het al snel véél goedkoper. Door de opkomst en beschikbaarheid van steeds meer landsdekkende luchtfoto's en nauwkeurige, kleurechte satellietbeelden, is het tegenwoordig niet altijd meer nodig om via luchtfotogrammetrie elk object zonder meer in te winnen. De keuze voor de inwinningstechniek voor geo-informatie is daarmee ingewikkelder. Werd vroeger zonder meer een kaart gemaakt met een vaststaand aantal objecten, tegenwoordig zullen steeds meer datasets tezamen een GIS-kaart op een beeldscherm vormen. Dit ook door de opkomst van service georiënteerde architectuur (SOA), waarbij objecten uit datasets van verschillende instanties tot één beeld / kaart kunnen worden gecombineerd via internet.

## Overige toepassingen
De fotogrammetrie wordt ook gebruikt in de archeologie, de architectuur, de astronomie, de civiele techniek, forensisch onderzoek, de geneeskunde (chirurgie, microscopie, orthopedie, metingen in röntgenopnames, computertomografie) en de oceanografie.